# Çifteler (district)
Çifteler is een Turks district in de provincie Eskişehir en telt 16.936 inwoners (2007). Het district heeft een oppervlakte van 794,3 km². Hoofdplaats is Çifteler.
De bevolkingsontwikkeling van het district is weergegeven in onderstaande tabel.
| 1997   | 2000   | 2007   |
| ------ | ------ | ------ |
| 17.899 | 18.545 | 16.936 |